# Uladzimir Karatkevič
Uladzimir Symonavič Karatkevič, Уладзімір Сымонавіч Караткевіч (26. listopadu 1930 Orša – 25. července 1984 Minsk) byl běloruský spisovatel, básník, dramatik.

## Dílo

### Romány
- Leonidy se nevrátí (Leanidy ne věrnucca da Zjamli) (1962)
- Klasy pod srpem tvým (Kalasy pad sjarpom tvajim) (1964)
- Kristus přistál v Harodně (Chrystos pryzjamliǔsja ǔ Harodni) (1966)
- Černý hrad Olšanský (Čorny zamak Aľšanski) (1979)

### Novely
- Královská pomsta aneb Divoký hon krále Stacha (Dzikaje paljavannje karalja Stacha)
- Cikánský král (Cyhanski karol)
- Listí kaštanů (Lisce kaštanaŭ)

### Drama
- Kastuś Kalinoŭski
- Vitebské zvony (Zvany Vicebska)

### Črta
- Země pod bílými křídly (Zjamlja pad bělymi krylami)